# Till Velten
Till Velten (* 24. Mai 1961 in Wuppertal) ist ein deutsch-schweizerischer Künstler. 

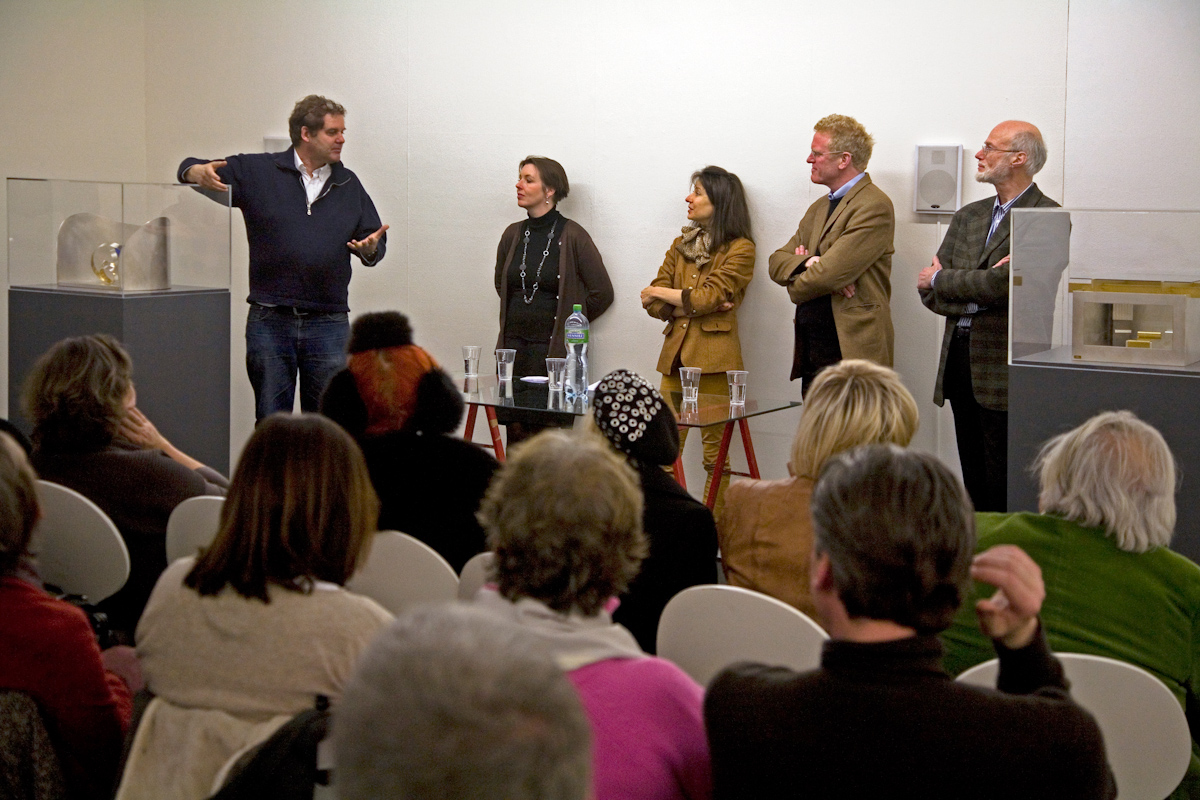
Till Velten im Gespräch, in der Ausstellung Seelenräume, Galerie Nicola von Senger, Zürich, Februar 2013.

## Leben
Velten studierte an der Kunstakademie Düsseldorf und war Meisterschüler von Fritz Schwegler. 2006/2007 war er Professor an der Kunsthochschule Kassel. Von 2008 bis 2012 leitete er den Masterstudiengang Fine Arts der HGK Luzern. Von 2013 bis 2014 hatte er eine Projektprofessur an der HfG Karlsruhe und hat bis jetzt, verschiedene Gastprofessuren in Berlin, Wien und Zürich.

## Werk und Rezeption
Veltens Werke basieren auf dem Gespräch. Anhand von Interviews, die er als ein Mittel, die Welt zu erforschen, versteht, untersucht er das soziale Gefüge der Gesellschaft. Häufig werden diese Gespräche über einen längeren Zeitraum geführt. Die Interviews, die er mit Repräsentanten von Berufsgruppen, aber auch mit Sammlern und Hobbyimkern führt, werden transkribiert oder durch professionelle Sprecher gelesen, um ihnen eine exemplarische Form zu geben. Oft veranschaulichen Diagramme die Beziehungen der erforschten Gemeinschaft und ihrer Verbindung zum Künstler. Seit sieben Jahren arbeitet Velten mit dem Sozialpädagogen Manfred Seiler zusammen. Kunst zu schaffen bedeutet für Velten, Menschen zusammenzubringen und sich mit anderen zu vernetzen. Der Künstler, so seine Überzeugung, hat heute auch eine gesellschaftliche Verantwortung. Das Werk Veltens ist von Joseph Beuys’ Begriff der sozialen Plastik und von der Oral History beeinflusst.
Seit 2017 beschäftigt sich Velten mehr und mehr mit der Überführung seiner Gesprächsforschungen in das plastische Format des Gesangs, Performance und Geste. In den gesamten Musikproduktionen seit 2017 spielt die von Velten und dem Kurator Simon Maurer geschaffene Kunstfigur „Peccu Frost“ eine entscheidende Rolle.

## Veröffentlichungen (Auswahl)
- Till Velten – Gespräche. Helmhaus Zürich, Edition Fink, 2006, ISBN 3-906086-96-8.
- Till Velten – Seelensysteme. Helmhaus Zürich, Edition Fink, 2006, ISBN 3-906086-97-6.
- Sprechen über Demenz. Herder Verlag, Freiburg 2015, ISBN 978-3-451-33384-2.

## Ausstellungen (Auswahl)
- 2003: Spuk. Kunstverein Freiburg
- 2005: Rundlederwelten. Martin-Gropius-Bau, Berlin
- 2005: Gott sehen. Kartause Ittingen
- 2006: Seelensysteme. Helmhaus Zürich
- 2011: Science & Fiction. Kunstmuseum Solothurn
- 2012: Über allem schwebt Tuffi. Galerie Stampa, Basel
- 2012: Geschichte hinter Bildern. Eine besondere Sammlungspräsentation, Villa Flora, Winterthur
- 2013: Schau Gestalten. Galerie Robert Keller, Kandern
- 2013: Chambres de luxe. Künstler als Hoteliers und Gäste, Kunstmuseum Thun
- 2014: Seelenräume. Galerie Nicola von Senger, Zürich
- 2015: Sprechen über Demenz. Gesprächsprojekt mit dem Theater Freiburg
- 2015: Die Urgarage-eine Skulptur fürs Volk. Galerie Nicola von Senger, Zürich
- 2016: Spiegel, Ketten, Übergänge. Galerie Stampa, Basel
- 2017: symphony.land – Ways of leaving. Luzern Musik-Festival
- 2018/2019: Sieben Bühnen. Kunstmuseum des Kantons Thurgau, Kartause Ittingen
- 2019: Genie und Übermut. Galerie Nicola von Senger, Zürich
- 2020: Tauschen. Centre Pasquart und Neues Museum Biel
- 2021: 9 Island Pieces. Musikperformance, Schloss Mauensee, Luzern; Hans Erni Museum, Luzern; Festival Szenenwechsel Hochschule Luzern
- 2022: Die andere Maria. Kultum Zentrum für Gegenwart, Kunst und Religion, Graz
- 2024: Sprich mit mir – Gesprächsskulpturen von Till Velten. Zwölfbotenkapelle, Grossmünster Zürich
- 2025: Pulver. Kunstraum Baden[4]